# Pius VII.
Pius VII., vlastním jménem Barnaba Niccolò Maria Luigi Chiaramonti (14. srpna 1742 Cesena – 20. srpna 1823 Vatikán), byl katolický duchovní a benediktinský mnich, který od 14. března 1800 až do své smrti v roce 1823 zastával úřad papeže.
Přel se s Napoleonem o postavení církve ve Francii a jím podrobené Evropě, korunoval jej sice na císaře, nicméně jejich spory stále rostly a nakonec vygradovaly v otevřený konflikt: Napoleon anektoval Řím, Pius VII. jej exkomunikoval a Napoleon jej na oplátku zase internoval.
Postupně obnovoval Tovaryšstvo Ježíšovo, nejprve pro jednotlivé země a nakonec, 7. srpna 1814, s celosvětovou působností. V poslední třetině svého pontifikátu, po pádu Napoleona, obnovil Papežský stát i prestiž papežství poničenou napoleonskými válkami.

## Životopis

### Dětství
Barnaba Chiaramonti byl synem hraběte Scipiona Chiaramontiho a jeho ženy Giovanny z rodu Ghini. Jeho matka byla velmi zbožná a po smrti manžela vstoupila v roce 1763 do karmelitánského řádu. V mládí se vzdělával v Ravenně a v roce 1758 vstoupil do Řádu sv. Benedikta, kde přijal řádové jméno Řehoř (Gregorio). Na kněze byl vysvěcen 21. září 1765.

### Kněz a biskup
Po dokončení filosofických a teologických studií a vysvěcení na kněze učil na benediktinských školách v Parmě a Římě. 16. prosince 1782 ho papež Pius VI. jmenoval biskupem v Tivoli, biskupské svěcení obdržel 21. prosince téhož roku. Dne 14. února 1785 jej Pius VI. jmenoval kardinálem a biskupem v Imole.
Když v roce 1797 vpadla do Severní Itálie francouzská vojska, Chiaramonti se postavil do čela těch, co razili názor, že je třeba se podvolit a nesnažit se marně vzdorovat zdrcující přesile. Svůj církevní stát podřídil Cisalpinské republice a svým věřícím při kázáních vysvětlil, že demokracie není v rozporu s katolickou vírou. Opakovaně byl tak ostatními biskupy obviňován ze zrady a podpory republikánství, ale svůj postoj dokázal obhájit.

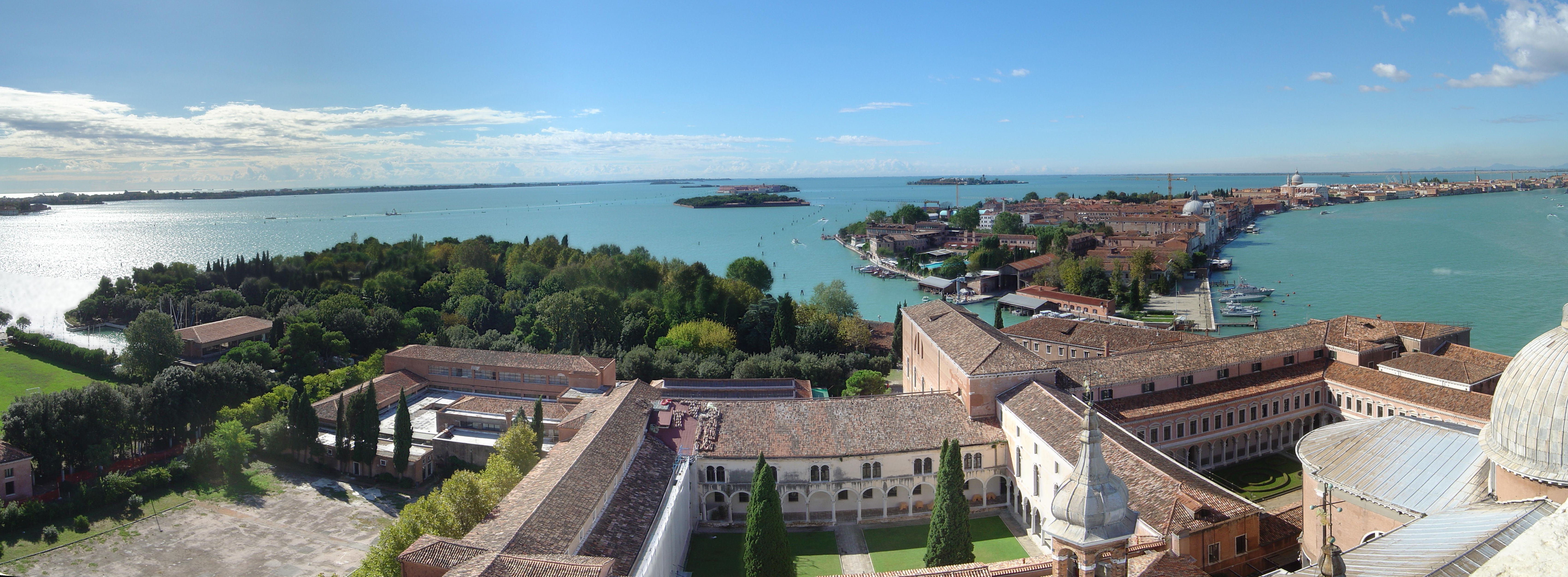
Místo zvolení Pia VII., opatství San Giorgio Maggiore v Benátkách (foto cca 2005)

Když 29. srpna 1799 zemřel papež Pius VI., místem konkláve se, v souladu s papežským výnosem ze 13. listopadu 1798, stalo město, ve kterém se nacházelo nejvíce kardinálů. Kardinálové se proto sešli v benediktinském opatství San Giorgio Maggiore v Benátkách, tj. na území pod rakouskou kontrolou. V první den konkláve, 30. listopadu 1799, bylo přítomno 34 kardinálů, později se přidal kardinál Herzan. Chiaramonti nebyl hlavním favoritem, ovšem po neúspěchu všech tří hlavních kandidátů (kardinálové Bellisomi, Gerdill a Mattei), byl nakonec vybrán jako kompromisní kandidát a 21. března 1800 zvolen a okamžitě korunován.

### Papež

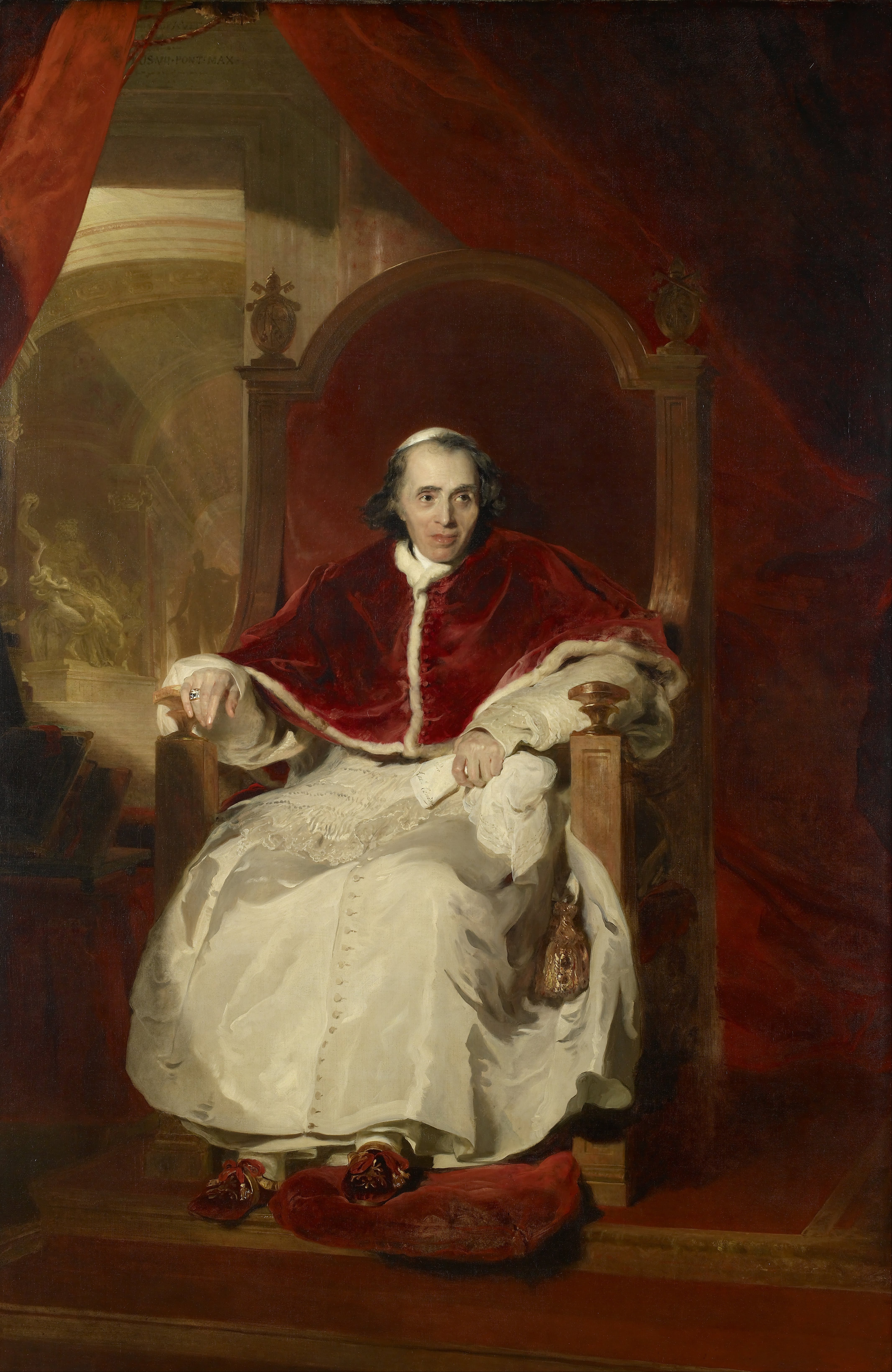
Papež Pius VII. (na nohou má papežské pantofle)

Vzhledem k obtížné situaci v Itálii, způsobené snahou revoluční Francie ovládnout další oblasti Itálie a z toho plynoucí válkou mezi ní a Rakouskem a jeho spojenci, bylo papeži důrazně doporučováno, aby se nevracel do Říma. On se však rozhodl jinak a naopak urychleně do Říma vyrazil. Vstoupil do něj 3. července. 11. srpna učinil enormně důležité rozhodnutí, když jmenoval do čela Kolegia kardinálů a úřadu státního sekretáře sekretáře konkláve, kterého z volilo, kardinála Consalviho, jednoho z největších státníků 19. století.
Jelikož Napoleonova Francie ve válce vítězila a Řím fakticky ovládala, snažil se s ní Pius VII. dohodnout. V průběhu svého pontifikátu v době Napoleonovy první vlády přistoupil na většinu jeho požadavků, pokud šly nějakým způsobem skloubit s katolickými principy, neústupný zůstával pouze v otázkách svobody církve, v otázce papežského Říma a ve snaze přimět Napoleona k propuštění církevních hodnostářů, které uvěznil. V roce 1801 uzavřel s Francií konkordát, který měl chránit katolíky, ovšem Napoleon konkordát o rok později při schvalování vylepšil o souběžné jednostranné přijetí tzv. organických článků, které církevní práva omezovaly a papež je odmítl. Tento konkordát i organické články ovšem i přes to zůstaly v platnosti až do roku 1905, kdy byly obojí zrušeny. Nutno však podotknout, že organické články byly po většinu doby své platnosti mrtvou literou, která nebyla vynucována.
V roce 1802 zahájil jednání s okleštěnou a postupně demontovanou Svatou říší římskou, ale konkordát se mu nepodařilo uzavřít ani s ní, ani s následným Rýnským spolkem. Některé dílčí státy mu navrhly separátní jednání (zejména Bavorsko), ale ty papež odmítl v naději, že se přece jen dohodne s centrální vládou. To se ale nepodařilo dokonce ani po Napoleonově pádu, protože nově vzniklý Německý spolek žádnou neměl, takže papež musel přece jen přistoupit na dílčí konkordáty s jednotlivými státy. Celkově došlo v průběhu napoleonských válek v Německu k zřetelnému úpadku církevní moci, poničení církevní správy a likvidaci posledních zbývajících církevních území.

Korunovace v Paříži proběhla opravdu nestandardně. Napoleon, aby ukázal, kdo je tu pánem, si nejprve sám posadil korunu na hlavu (což představovalo na tehdejší dobu nemyslitelné rouhání) a vzápětí osobně korunoval svoji manželku.

V roce 1804, navzdory varování papežské kurie, se Pius VII. vydal do Paříže na korunovaci Napoleona za císaře (2. prosince 1804) v naději, že Napoleon pozmění organické články. Nic takového se nestalo. Po vypuknutí nové války v Evropě se vztahy papeže s císařem zhoršily až natolik, že Napoleon 2. února 1808 obsadil Řím a 17. května 1809 zbytek papežského státu. Pius VII. 10. června 1809 exkomunikoval všechny „loupežníky Petrova dědictví“. Ačkoliv Napoleona výslovně neupomenul, dal ho císař 5. července 1809 internovat do úplné izolace v Savoně při Janově. Později (květen – červen 1812) ho dal přemístit do Fontainebleau. Tam ho vyčerpaného a chorého přinutil 25. ledna 1813 podepsat koncept konvence takzvaného „Fontainebleauského konkordátu“, v kterém papež udělal dalekosáhlé ústupky, dokonce se zřekl i papežského státu. Je pravda, že s výčitkami svědomí svůj podpis 24. března 1813 odvolal, zvrat ve válce vedl Napoleona k tomu, že papeže v lednu 1814 opět poslal do Savony. Propustil ho 10. března 1814. Papežův pohnutý život pokračoval. 24. března 1814 se sice vrátil do Říma, ale už na jaře 1815, když Napoleon utekl z Elby, musel Pius hledat útočiště v Janově. Do Vatikánu se konečně vrátil 7. června 1815.

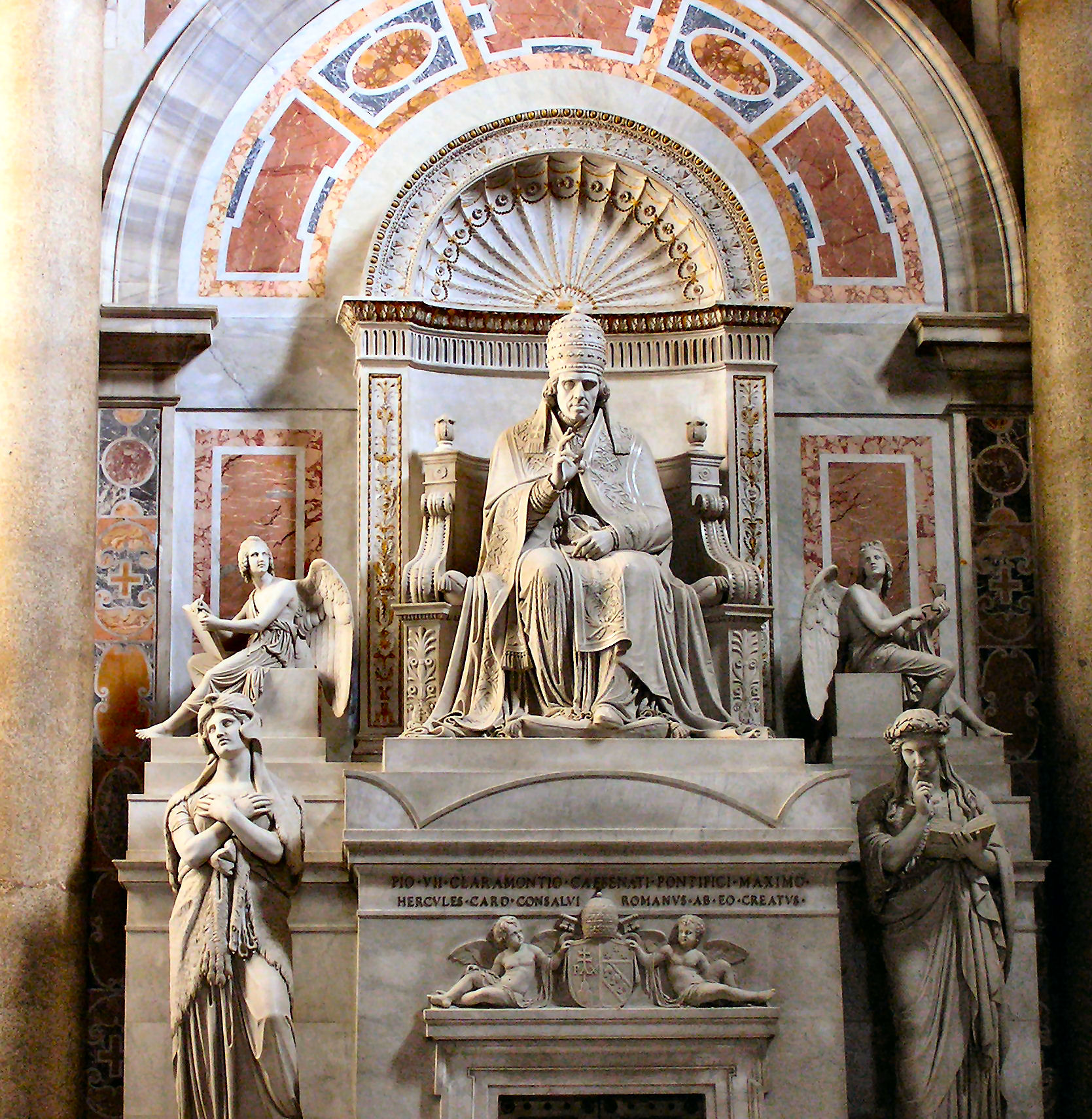
Papežský památník v bazilice sv. Petra od Bertela Thorvaldsena

Pius VII. se víc zajímal o náboženské než o politické problémy. Postupně obnovoval Tovaryšstvo Ježíšovo, nejprve pro jednotlivé země (1801 v Rusku, 1804 v Království obojí Sicílie, 1813 v Americe, Anglii a Irsku) a nakonec, bulou Sollicitudo omnium ecclesiarum ze 7. srpna 1814, s celosvětovou působností. Otevřel semináře, které Francouzi zavřeli, podporoval umělce a snažil se z Říma udělat opět centrum umění. V rámci možností, které měl, se pokusil papežství přizpůsobit modernímu světu. Skutečnost dokazovala, že při jeho smrti mělo papežství větší vážnost než v čase, když nastupoval do úřadu.